# Preußen (1926)

Le Preußen (en français, Prusse) était un navire à passagers de la compagnie maritime Stettiner Dampfschiffs-Gesellschaft J. F. Braeunlich servant le Seedienst Ostpreußen (service maritime de Prusse-Orientale). Il effectuait les liaisons avec les provinces allemandes de Poméranie dans les années 1926 à 1939 entre Stettin, Baltiisk et Königsberg.

En 1939, il est devenu un mouilleur de mines de la Kriegsmarine. Il a coulé en 1941 sur une mine flottante.

## Histoire
Le Preußen a été construit au chantier naval Oderwerke de Stettin en Poméranie prussienne. Il était considéré comme le sister-ship du Hansestadt Danzig lancé ce même jour du 17 mars 1926.

## Kriegsmarine
En septembre 1939 il a été réquisitionné par la Kriegsmarine pour servir de mouilleur de mines. Entre le 29 et 30 avril 1940 il officie dans le Skagerrak, entre Suède et Danemark. Il entre alors en collision avec le torpilleur allemand Leopard qui finit par couler.
En juillet 1941, avec d'autres navires, il pose le champ de mines Wartburg I-III en mer Baltique. Le 9 juillet 1941, à la pointe sud de l'Île d'Öland, en compagnie du Hansestadt Danzig et du Tannenberg, il touche une mine en passant près d'un champ de mines suédois non connu. Le Tannenberg et le Hansestadt Danzig seront touchés aussi.